# Prosjaci i sinovi
Prosjaci i sinovi je hrvatska televizijska serija snimljena 1971. prema scenariju Ivana Raosa.
Roman Prosjaci i sinovi, u kojem se prikazuju zgode i nezgode obitelji prosjaka, galantara i torbara u njihovoj borbi za opstanak na tvrdom kamenu, objavljen je nakon što je TV serija već bila snimljena. Ivan Raos je iz Medova Doca u Imotskoj krajini i njegovi preci su se također bavili švercom.
Potomstvo divendide Prpe predvodi na početku serije Kikaš, koji i nakon sloma Austro-Ugarske Monarhije nastavlja tradicionalni prosjački zanat svoga roda, zarađujući kruh svagdašnji ne lopatom i rukama nego sa svoga ramena. Dok je Kikaš bio "stara garda", koja je obilazila sela svog kraja, njegov unuk Matan odlazi u Zagreb i širi svoju "struku" po srednjoj Europi. Arhineprijatelj dida Kikaša bio je Škiljo iz Zagvozda, Matan ima svoju "dektivu" odnosno "puliciju".
Serija je zbog netom slomljenoga Hrvatskog proljeća punih dvanaest godina bila neobjavljena te je prvi put na Televiziji Zagreb prikazana tek 1984. Tada je cenzuriran prizor iz šeste epizode kada don Pavao na samrtnoj postelji govori monolog izravno upućen Matanu mlađem u kojem samo poziva svoje da ostanu na svome. Čak se misli da je pojava romana ubrzala zabranu serije, jer su ljudi u romanu mogli pročitati neke stvari kojih nije ni bilo u seriji. 
Serija je tijekom premijernog emitiranja imala veliku gledanost i postala je jedna od najpopularnijih domaćih serija, upamćena po legendarnim dijalozima i monolozima. Uloga Matana je postala jedna od najpoznatijih i najpopularnijih u karijeri Rade Šerbedžije. U neovisnoj Hrvatskoj doživjela je niz repriziranja. Nazivana je: svjedokom novog razdoblja televizije u boji, osnovnoškolskom lektirom hrvatskog filma i najboljom televizijskom serijom, snimljenoj u ovim krajevima.

## Sadržaj
U središtu je radnje potomstvo divendide Prpe, na čelu s Kikašom (Fabijan Šovagović), koji i nakon sloma Austro-Ugarske Monarhije nastavlja tradicionalni prosjački zanat svoga roda, zarađujući kruh svagdašnji ne lopatom i rukama, nego s ramena, jer o ramenu visi neuništiva i nasljedna prosjačka torba. Kako vrijeme odmiče, tako se i zanat koji nastavlja Kikašov unuk Matan (Rade Šerbedžija) prilagođuje novim mogućnostima i prilikama. Bježeći od golog kamena i sirotinje, koja je sudbina toga kraja, Matan postupno obogaćuje tradiciju novim oblicima zarade s ramena. Što dovitljivošću, a što prevarom, širi svoju vojsku i plijen da bi uoči rata krenuo i u osvajanje novih tržišta, razmilivši se sa svojim torbama po srednjoj Europi.
Izbijanje Drugog svjetskog rata ne može, naravno, čovjeku Matanova kova poremetiti poslove. On će samo još jednom prilagoditi prilikama svoj zanat. Čak i za onog kratkog i prislilnog predaha, koji će ga na neko vrijeme prikovati za tlo neutralne Švicarske, Matan neće sjediti prekriženih ruku. Švercat će ljude, iznenađujući i samog sebe, jer po prvi put neće u tome tražiti neku korist. Završetak rata traži od Matana novo prilagođavanje. Sve se mijenja, osim Matanove "struke". Ostarjelog Matana i dalje draži nadmetanje s njegovom dragom i vjekovječnom "pulicijom" koja ga cijelog života ganja, a nikako da ga uhvati. Bez protivnika koji bi mu bio ravan, Matanu nema ni života, ni veselja. Kao što je djed imao svog Škilju, a s kojim se cijeloga života nosio, tako i Matan ima svoju "puliciju" s kojom će se nositi sve do kraja.

### Prva epizoda
Na psihijatrijskom odjelu zatekao se neobičan pacijent. Govor mu je "pjesnički", a ne čini se lud. Tek pošto počinje priču o svom podrijetlu, rečenice postaju suvisle i pred nama se odmata priča njegovog života. Priča počinje kad je još Matanov djed Kikaš vodio svoj rod, a svi članovi doma Kikašovog znali su svoju ulogu i zadaću. Jedino je mlada i lijepa Vrtirepka u zao čas zaboravila na Kikašev strogi zakon i skrenula u ulogu koja bi mogla nemilo završiti.

### Druga epizoda
U Kikaševo prosjačko područje ulaze i otoci, gdje se uvijek nađe dobra duša koju nije teško namagarčiti. U toj vještini Kikaš se oduvijek nadmeće sa svojim najdostojnijim protivnikom Škiljom. Ovaj put ne može odoljeti izazovu jer mu ništa nije slađe od pobjede nad Škiljom. Pri tom Kikaš i ne sluti kakvu mu nevolju sprema Vrtirepka.

### Treća epizoda
Nema više dvojbe, Vrtirepka je u nevolji. Za Kikaša to znači samo jedno – mora skočiti u bunar, jer tako kaže zakon. Sramota se mora oprati, na Kikašovoj kući ne smije ostati. Mali Matan-Potrka smišlja rješenje. Potraga za ženikom završava na vrlo neobičnom mjestu.

### Četvrta epizoda
Sramota je uklonjena, Vrtirepka je pred selom sačuvala obraz, a Matan Potrka je dokazao da je dostojan unuk svoga djeda. Krajinom je zavladala suša, a da nevolja bude veća, Kikaš gubi dostojnog protivnika, pa sav shrvan pada u depresiju. I opet Matan mora pronaći lijek.

### Peta epizoda
U selo dolazi Amerikanac Jozo zvan Džo kako bi sebi izabrao ženu. Sve se majke seoskih udavača uzbude i ustrče, nadajući se da će baš njih dopasti ta sreća. Ali Džo Amerikanac iznenadi sve i izabere onu koju su već svi otpisali.

### Šesta epizoda
Za suše i gladi koja hara umire i don Pavao što Kikaša uvjeri da u prošnju ne vrijedi više ići bogobojaznom molitvom, već kletvom i prijetnjama, jer milosti i onako nema. Imenujući Matana-Potrku svojim dostojnim nasljednikom Kikaš i ne sluti sudbinu koja će zateći njegove dvore.

### Sedma epizoda
Glad i studen kosi starce po Imotskoj krajini, među njima i babu Anđuku. Ostavši sam, Matan, sada već odrastao momak, napušta selo i odlazi u Sarajevo gdje okuplja i predvodi cijelu vojsku imotskih torbara. Trgujući i švercajući zabranjenom robom, navlači na vrat policiju. Kao što je Kikaš imao svoga Škilju, tako će i Matan odsad imati svoju Dektivu, s kojom će se nositi po svim gradovima Europe.

### Osma epizoda
Odlukom da se ženi Matan je ne samo dobio Nušu i okladu na prijevaru nego i novac što ga je izmamio od trgovca Šaloma. Sada je već i Sarajevo Matanu pretijesno, pa sa svojom vojskom kreće u Zagreb. Ostavljajući oca Jokaša da i dalje traži blago cara Trajana, Matan vodi u Zagreb i brata Antišu.

### Deveta epizoda
I u Zagrebu Matanovi poslovi cvatu. Međutim, i to je područje za Matana uskoro pretijesno. U Češkoj će se naći novi tereni. S utrženim plijenom pokazat će Nuši kuću koju je u Zagrebu kupio za sebe i svoju "silu nečistu".

### Deseta epizoda
Matana ne može zaustaviti ni nalet fašizma. U novim okolnostima, Matan smišlja nove načine trgovine i zarade. Ovaj put on će trgovati zlatnim nakitom tobožnjeg orijentalnog podrijetla. I to na nov način prodaje, "psikičke", isključivo ženama, jer su žene, kada je o zlatu riječ, iste u svim europskim zemljama. Dektiva ga naravno prati u stopu.

### Jedanaesta epizoda
Kad rat kuca na vrata, Matan mora kroz prozor. S tom idejom vodiljom Matan završava u Švicarskoj, neutralnoj u ratu. U Švicarskoj, međutim, nema šverca. Matanu je dobro u zavjetrini rata, tu je i nova raspjevana udovica, ali je dosadno, jer nema "posla". Radeći kao čuvar na jezeru, promatrajući labudove kako slobodno plivaju na drugu stranu, Matan smišlja novi "posao".

### Dvanaesta epizoda
Matan se dobro snašao i u novim vremenima poraća, "obnove i izgradnje". Ponovno je našao način da zarađuje, a Dektiva nikako da dokuči otkud mu novac za gradnju vile na Tuškancu i novi mercedes. Umjesto da živi u strahu, Matan uživa u dobrima koja je skupio, a od zaprepaštenog Dektive traži čak i putovnicu da posjeti tolike dobre ljude po svijetu.

### Trinaesta epizoda
U posljednjoj epizodi Matan ponovno susreće Vrtirepku. Godine su ju promijenile, ali je u duši ostala ista. Tijelom je živjela u Americi, a mislima u zavičaju. No, njezina ljubav prema zavičaju neočekivano završava tragično. Uz liječničku potvrdu da nije zdrav, Matan je oslobođen optužbe za šverc zlatnika. Konačno je slobodan, ima sve što je poželio, ali srce ga vuče u zavičaj.

## Uloge
Serijom Prosjaci i sinovi defilira niz šarolikih i osebujnih likova koje radnja vodi iz jedne dogodovštine u drugu. Grubost i tragika, na mnogim mjestima izrasle iz tla i tradicije, smjenjuju se kako epizode serije odmiču sve više s akcentima humora, tako da serija u svojoj drugoj polovici i po scenariju i po režijskom postupku sve više poprima komediografski karakter, da bi se na kraju, u intonaciji, ponovno približila tragičnom i lirskom početku.
Osim niza većih ili manjih uloga, serija se pamti i po nekoliko izvanrednih i pravih glumačkih kreacija. Među njima je i Kikaš, u intrepretaciji Fabijana Šovagovića, Matan kojeg glumi Rade Šerbedžija, Vrtirepka Vlaste Knezović i Jokaš Milana Srdoča. Dilemu oko tumača lika Kikaša Vrdoljak nije imao: Fabijan Šovagović je bio prvi i jedini redateljev izbor. Odraslog Matana počeo je glumiti Boris Dvornik, ali zbog teško bolesnog oca raskinuo je ugovor, a Matan je postao Rade Šerbedžija.
 

Tadašnju studenticu četvrte godine glume na Akademiji dramske umjetnosti u Zagrebu Vlastu Knezović, Vrdoljak je gledao u Predstavi Hamleta u selu Mrduša Donja, redatelja Boška Violića. Kao naturščik u ulozi seoskog djeteta se u seriji pojavljuje kasniji poznati hrvatski nogometaš i državni reprezentativac, Ivan Gudelj. O liku Izdiguzice, Vrdoljak je rekao:
»U scenariju je bilo jedno lice koje se zvalo Srbiguzica. A znate li što je srbiguzica? To je plod od divlje ruže i od toga se pravi pekmez. Negdje se to zove drugačije, ali u Imotskom se zove – srbiguzica. Zato što djeca jedu te plodove, koji su unutra puni onih malih, bodljikavih, sitnih stvari. Tako da se te dlačice zabiju u debelo crijevo i to strašno svrbi. E, zato se zove srbiguzica. Ali je Branko Puharić, koji je tada bio zadužen za ideologiju CK, od mene zahtijevao da izbacimo to ime. Meni je to bilo tako glupo da vam ne mogu reći. Onda smo u cijeloj seriji, a to je veliko lice, kad god se spomene ime Srbiguzica to morali promijeniti u Iziguzica, kako bi bio isti broj slogova u riječi.«
- did Kikaš – Fabijan Šovagović, tvrd ali pravedan
- unuk Matan Špalatrin – Rade Šerbedžija (kao odrasli)
 Stjepan Puljić (kao mladi, Potrka)
- Zlatka Vrtirepka – Vlasta Knezović
- Jokaš – Milan Srdoč
- Nuša – Iva Marjanović

- Doktor – Antun Kujavec
- Poprda – Biserka Alibegović
- Podlivoguz – Zlatko Madunić
- Livoguza – Zdenka Trach
- Divac – Špiro Guberina
- Copac – Zvonko Lepetić
- Šunje – Ilija Ivezić
- Dektiva – Uglješa Kojadinović
- baba Anđuka – Tana Mascarelli
- don Pava – Miloš Kandić
- don Petar – Nikola Car
- Antiša – Mladen Crnobrnja
- Iviša, Matanov brat – Mustafa Nadarević
- Šalom – Ivo Fici

## Proizvodnja
Sve je počelo kada je Televizija Zagreb raspisala natječaj za humoristične serije. Tada su prihvaćena tri scenarija: Naše malo misto, Gruntovčani i Prosjaci i sinovi. Zora Dirnbach jeste potpisana kao urednica Prosjaka i sinova, ali o bitnim stvarima vjerojatno je odlučivao Branko Lentić, koji je tada bio glavni urednik Programa Televizije Zagreb.

Nije bilo poznato je li redatelj Antun Vrdoljak predložio da napiše scenarij, ili ga je Ivan Raos već imao napisanog, ili je, s obzirom na to da su zemljaci iz Imotske krajine, znao da piše roman, pa su i pisanje knjige i scenarija, u kojima se prikazuju zgode i nezgode obitelji prosjaka, galantara i torbara u njihovoj borbi za opstanak na tvrdom kamenu, išli nekako usporedno. Vrdoljak je objasnio:
»Sve je malo drugačije. Roman Prosjaci i sinovi je objavljen nakon što je TV serija već bila snimljena. Ivan Raos je iz Medova Doca u Imotskoj krajini i njegovi preci su se također nešto malo bavili švercom. Prema tome, Ivan Raos nije bio čovjek koji bi rasipao, nego je skupljao. A pisao je lako. Osim toga, pisao je materijal koji je već deset puta prežvakao. Tko zna koliko ga je nosio u sebi. Čak se misli da je pojava romana ubrzala zabranu serije, jer su ljudi u romanu mogli pročitati neke stvari kojih nije ni bilo u seriji.«
Serija je snimana tijekom 1971. i početkom 1972., čak i nakon Hrvatskog proljeća, a Vrdoljak je već bio smijenjen s mjesta predsjednika Društva filmskih radnika Hrvatske, upravo zbog Proljeća. Serija je snimana u najgore vrijeme. Enterijeri su urađeni u privatnom ateljeu na Trešnjevci u Zagrebu. Ta zgrada i danas postoji. Ostatak je snimljen u Zmijavcima.
Serija je bila snimana po rukopisnom scenariju. Raos je tek poslije objavio roman. Roman sadrži dosta stranica kojih nema na ekranu. Serija je snimljena 1972. godine, Hrvatsko proljeće ugušeno je i 12 je godina bila zabranjena u bunkeru. Prvi je put bila emitirana 1984. godine. Komunistički cenzori su iz serije izbacili nekoliko prizora. Cenzura je negdje otišla i dalje: monolog popa don Pavla o odseljavanju Hrvata s rodnog kamena su uništili i u filmskom negativu serije.

## Emitiranje
Prosjaci i sinovi Ivana Raosa u režiji Antuna Vrdoljaka, također su svjedočili o nečem novom: kraju crno-bijele televizije i početku televizije u boji. Prosjaci i sinovi ipak nisu bili pravi vjesnik tog razdoblja, jer su punih 12 godina proveli "u bunkeru" zbog političkih ožiljaka njegovih autora, međutim, stigli su novi, puno podobniji reprezentanti. O zabrani emitiranja serije, Vrdoljak je rekao:
»To je rečeno u priopćenju. Sjećam se, kada je najavljena premijera serije, tu večer sam pozvao sebi k doma u goste neke prijatelje. U to vrijeme sam radio dosta gledane filmove, pa se očekivalo i da će serija biti takva. Osim toga, serije su bile veoma popularne u to vrijeme. Kod mene su bili Ranko Marinković, Jure Kaštelan, Ivan Šibl, Ivan Raos i Fabijan Šovagović, svi sa suprugama, kao i moja cijela obitelj. Zakazao sam večeru u 18 sati, da bi u 20 sati, kada je počinjala serija, mirno mogli otići iz trpezarije u dnevni boravak. I, kad smo sjeli i svi dobili po čašu vina, na ekranu se, poslije Dnevnika, pojavio Oliver Mlakar, blijed i strahovito uznemiren. On je tada, doslovno, pročitao sljedeći tekst: Odlukom Redakcijskog kolegija odgađa se prikazivanje serije Prosjaci i sinovi. Serija je vrhunsko djelo, u njoj nema ničeg spornog. Sporna je samo ličnost autora. Dakle, mene.«

Ne selo, sinko moj, nego cijela krajina, cijela zemlja. Više od tisuću godina živio je ovaj narod na ovom kamenju. I svaki kamen, daklem, sto put krvlju omastio, ali se s njega nije dao. I Saraceni, i Tatari, i Turci, i Mlečani, i Nijemci, i Mađari, i svaki đava' pakleni, a narod stoji, krv svoju prolijeva, al' se iz krvi ponovo rađa i korijenje, daklem, sve dublje u kamen pruža. A sada ga, daklem, svojevoljno iz kamena čupa, a kada, daklem, žile počupa i sam će umrijeti. Nedaj mu da umre! Nedaj da umre ovaj narod! Nedaj da žile čupa!

Serija je premijerno emitirana 1984. godine, a dvije, od ukupno trinaest epizoda, okrznule su i sarajevsku Olimpijadu (8. – 19. veljače.). Emitirale su se između natjecanja u alpskom skijanju i umjetničkom klizanju. Tijekom toga emitiranja, cenzuriran je jedan dio šeste epizode, kada don Pavao, kojeg je sjajno utjelovio Miloš Kandić, na samrtnoj postelji govori monolog izravno upućen Matanu mlađem u kojem samo poziva svoje da ostanu na svome. Ipak, filmski cenzori su te godine zabranili emitiranje onoga što do tada nisu uspjeli uništiti. Neki dijelovi onoga što je govorio don Pavao su izbačeni. Vrdoljak je pokušao montirati integralnu verziju serije, ali su vrlo bitni dijelovi, nažalost, izrezani i uništen je negativ. Tako da se integralna verzija nikako nije mogla napraviti.
U neovisnoj Hrvatskoj, serija je doživjela niz repriziranja na HRT-u. Prvo repriziranje u BiH dogodilo se 2012. na televiziji OBN, a popratila ga je Slobodna Bosna intervjuuom s redateljem Antunom Vrdoljakom i glumicom Vlastom Knezović.

## Naslijeđe
Matan, Kikaš, Vrtirepka i mnogi drugi legendarni likovi iz Prosjaka i sinova popularizirali su Imotsku krajinu pa je i veliki broj fanova ove serije, nakon njenog premijernog prikazivanja, hodočastio u taj dio Hrvatske i obilazio lokacije na kojima su snimljene neke od nezaboravnih scena ukupne jugoslavenske TV i filmske produkcije. Imoćani su se i željeli i znali odužiti svom Matanu. U kolovozu 2010. otkriven je, u parkiću ispred trgovačkog centra Park & Shop u Imotskom, spomenik Matanu, za sve one koji ga vole. Na Facebooku, stranica Matan ima preko 46 tisuća obožavatelja.

### Izabrani citati
- Tri koraka isprid mene, Silo nečista. – moguće objašnjenje – Matan je uvijek Nuši davao prednost. Nije sigurno je li to bilo zato što ju je želio promatrati ili da, u slučaju da nalete na dektivu, miliciju ili bombu, Nuša naleti prva.[20]
- Sve ti je Amerika, di nije ovo naši kamen, ovi ždrak, ovo naše sunce, i slavići i vrane, naše vrisi, naša misečina. Sve ti je Amerika. Svudi ti se manta, a ovdi bistri. Svudi pijano teturaš, a ovdi, Matane, ovdi živiš. Ja tamo nisam živila. - Vrtirepka o životu u Americi i povratku u domovinu, trinaesta epizoda.[21]

## Kritike
Nenad Polimac u svojoj kolumni u Jutarnjem listu, naslovljenom Zaboravljene zlatne serije, nazvao je Prosjake i sinove svjedokom kraja crno-bijele i početka televizije u boji, ali ipak ne pravim vjesnikom toga razdoblja zbog 12 godina zabrane emitiranja. Leon Rizmaul, iz Dokumentarnog programa Hrvatske televizije, u najavi emitiranja Prosjaka i sinova za Hrvatski vojnik napisao je: "Iako sam ovu seriju gledao već toliko puta da većinu dijaloga znam napamet, siguran sam da će me ponovno zalijepiti uz ekran. Dakle, u profesorskom stilu vam poručujem: riječ je o osnovnoškolskoj lektiri hrvatskog filma i nemamo što razgovarati dok je ne svladate!". Na IMDb-u, serijal je, nakon ocjena više od četiristo korisnika, ocjenjen s 9,1 na ljestvici do 10. Sarajevska Slobodna Bosna ju je nazvala najboljom domaćom serijom:

Dogodilo vam se, bezbroj puta, da ste sa svojim prijateljima, rodbinom, kolegama s posla razgovarali o vama najdražim TV serijama koje su producirane u bivšoj SFRJ. Prisjećali ste se Kapelskih kresova, Otpisanih i Povratka otpisanih, Našeg malog mista i Velog Mista, Vrućeg vetra, neko se dosjetio i serija Kuda idu divlje svinje i Više od igre, bilo je i onih čiji su favoriti, pak, serije Grlom u jagode, Tale i Osma ofanziva, a bilo je, naravno, i onih koji su prstom, bez upotrebe daljinskog upravljača, ciljali na Gruntovčane i Nepokoreni grad. Bilo ih je i bilo nas je, ima nas još uvijek, a pričali smo i pričamo o najdražim serijama. A koja je najbolja TV serija snimljena na ovim prostorima, ikad? Pa, Prosjaci i sinovi! Doduše, ovo je subjektivno mišljenje, razmišljanje i promišljanje, ali šta je danas, zapravo, objektivno? Ništa. Osim da je Messi najbolji fudbaler na planeti!
Ne postoji ni sitnica koja u TV seriji Prosjaci i sinovi fali. Tekst, gluma, režija, montaža, fotografija, sve je na svom mjestu, jasno poredano. U to se možete uvjeriti i gledajući njenu reprizu prethodnih sedmica na TV OBN-u. Jedina je rupa onih dvanaest godina koliko je smontirana i nesretna kupila prašinu u nekom cenzorskom bunkeru. Pa je premijerno emitovana tek 1984., a dvije, od ukupno trinaest epizoda, okrznule su i sarajevsku Olimpijadu. Tamo negdje, između takmičenja u alpskom skijanju i umjetničkom klizanju.

## Vanjske poveznice
- Matan Facebook stranica koja sadrži brojne monologe i dijaloge iz serije
- Matan ("Prosjaci i sinovi")  Arhivirana inačica izvorne stranice od 11. kolovoza 2014. (Wayback Machine) književna i psihološka analiza lika na brodarica.net